# Octavia Spencer
Octavia Lenora Spencer  (n. 25 mai 1970) este o actriță și scriitoare americană, cunoscută pentru rolul menanjerei Minny Jackson din Culoarea sentimentelor, pentru care a primit Globul de Aur pentru cea mai bună actriță în rol secundar, BAFTA, Premiu SAG și Oscar. A mai jucat în filme precum Get on Up, Black or White, Smashed, Snowpiercer, The Divergent Series: Insurgent și Fruitvale Station.